# Friedrich Maximilian Klinger
Friedrich Maximilian Klinger (n. 17 februarie 1752 – d. 25 februarie 1831)  a fost un scriitor german, reprezentant de seamă al mișcării Sturm und Drang.
A scris în special drame, care sunt remarcabile prin exacerbarea pasiunilor eroilor.

## Scrieri
- 1776: Gemenii ("Die Zwillinge")
- 1776: Furtună și avânt ("Sturm und Drang"), dramă care a dat nume unei celebre mișcări literare
- 1780: Dervișul ("Der Derwisch")
- 1791: Viața, faptele și călătoria în infern a lui Faust ("Fausts Leben, Thaten und Höllenfahrt")
- 1792: Istoria lui Giafar Barmecidul ("Geschichte Giafars des Barmeciden").

1. ↑  Autoritatea BnF, accesat în 10 octombrie 2015
2. ↑  VIe / Klingher, Fridrih-Maksimilian[*] Verificați valoarea |titlelink= (ajutor)